# Canton (Kansas)
Canton és una població dels Estats Units a l'estat de Kansas. Segons el cens del 2000 tenia 829 habitants.

## Demografia
Segons el cens del 2000, Canton tenia 829 habitants, 315 habitatges, i 230 famílies. La densitat de població era de 640,2 habitants per km².
Dels 315 habitatges en un 34% hi vivien nens de menys de 18 anys, en un 62,9% hi vivien parelles casades, en un 5,7% dones solteres, i en un 26,7% no eren unitats familiars. En el 24,4% dels habitatges hi vivien persones soles l'11,4% de les quals corresponia a persones de 65 anys o més que vivien soles. El nombre mitjà de persones vivint en cada habitatge era de 2,48 i el nombre mitjà de persones que vivien en cada família era de 2,94.
Per edats la població es repartia de la següent manera: un 24,8% tenia menys de 18 anys, un 8,3% entre 18 i 24, un 25,3% entre 25 i 44, un 21,5% de 45 a 60 i un 20% 65 anys o més.
L'edat mediana era de 39 anys. Per cada 100 dones de 18 o més anys hi havia 88,2 homes.
La renda mediana per habitatge era de 34.808 $ i la renda mediana per família de 45.357 $. Els homes tenien una renda mediana de 30.556 $ mentre que les dones 20.588 $. La renda per capita de la població era de 16.428 $. Entorn del 4,2% de les famílies i el 4,8% de la població estaven per davall del llindar de pobresa.

## Poblacions més properes
El següent diagrama mostra les poblacions més properes.